# Small Astronomy Satellite 2
Pour les articles homonymes, voir SAS.

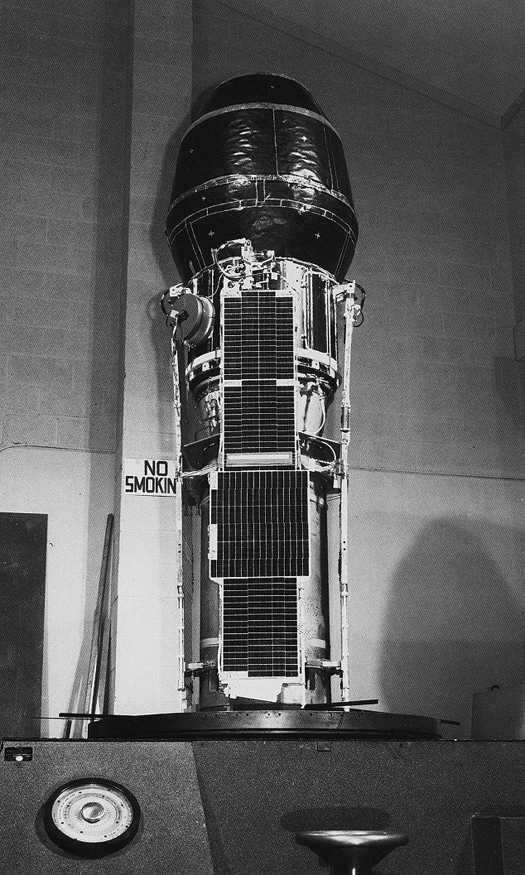
La pesée de SAS-2.

Small Astronomy Satellite 2, (litt. « petit satellite [destiné à] l'astronomie ») également appelé SAS-2, SAS-B ou Explorer 48 est un petit satellite scientifique du programme Explorer la NASA. Il s'agit du premier satellite lancé et destiné à l'étude des sources astrophysiques de rayons gamma.

## Contexte
SAS B est, après Uhuru lancé fin 1970 (premier observatoire spatial à rayons X) le deuxième d'une série de petits engins spatiaux rattachés au Programme Explorer de la NASA et conçus pour étendre les études astronomiques dans les rayons X, gamma, ultraviolets, visibles et infrarouge. C'est également le deuxième observatoire spatial gamma, après Explorer 11 (1961) qui était équipé d'un instrument fournissant des données très grossières sur les sources gamma. La décision de construire Explorer 48 résulte d'une priorité donnée à l'astronomie gamma par le bureau de la recherche spatiale du Conseil national de la recherche formulée dans son rapport sur les priorités pour la recherche spatiale 1971-1980. La conception et la construction de la mission sont réalisées par le centre de vol spatial Goddard, établissement de la NASA gestionnaire du programme Explorer. Le chef du projet à la NASA est Marjorie Townsend qui avait déjà été la responsable du projet Uhuru (SAS A). Le coût total de la mission est de 9 millions US$ dont 1,45 pour le lanceur Scout et 0,6 de frais de lancement pris en charge par l'Italie. 

## Objectifs scientifiques
Les objectifs principaux de la mission de  SAS-B sont :
- mesurer la distribution spatiale et énergétique des rayonnements gamma primaires galactiques et extragalactiques dont l'énergie est comprise entre 20  et   300 MeV.
- mesurer le spectre.
- déterminer si les sources sont galactiques ou extra-galactiques.
- rechercher les sursauts gamma court des supernovæ.
- rechercher les rayonnements gamma émis par les pulsars.

Les objectifs secondaires sont :
- mesurer l'intensité gamma et dans quelle mesure elle diffère selon la zone du ciel.
- mieux comprendre les supernovæ.
- tester la théorie de l'état stationnaire de l'univers.

## Caractéristiques techniques du satellite
Le satellite est haut de 1,29 mètre pour un diamètre de 55 cm. Il pèse 185 kg. Il est alimenté en énergie par quatre panneaux solaires déployés en orbite portant la dimension hors tout à 3,96 watts. Les données sont transmises en temps réel avec un débit de 1 kilobits/s ou stockées puis transmises en 5 minutes par transmission en bande VHF.

## Instrumentation
SAS-2 comprend un seul instrument. Celui-ci est un observatoire gamma comprenant  en une chambre à étincelles, ayant  une surface collectrice de 540 cm2. La chambre était alignée avec l'axe de rotation du satellite. Elle permettait de détecter des rayons gamma d'énergie comprise entre 20 MeV et 1 GeV. La sensibilité de l'instrument est 10 fois plus grande que celles des instruments qui l'ont précisé et l'origine du rayon gamme peut être fournie avec une précision de 1°. 

## Déroulement de la mission
SAS 2 est lancé par une fusée Scout D-1 qui décolle le 15 novembre 1972 depuis la San Marco située au large de la côte du Kenya et gérée par l'Italie. Le satellite est placé sur une orbite terrestre basse de 610 km d'apogée et 440 km de périgée avec une période orbitale de 95 minutes. Pour réduire le bruit de fond généré par les rayons cosmiques, une orbite quasi équatoriale (inclinaison orbitale de 2°) est retenue. SAS 2 entre en service le 19 du même mois. Sa durée de vie fut relativement brève, les opérations scientifiques s'étant arrêtées le 8 juin 1973 à cause d'un problème d'alimentation électrique basse tension. Durant les 6 mois de la mission, 27 régions du ciel sont observées successivement (soit en moyenne sur une durée d'une semaine) soit une couverture du ciel d’à peu près 55%.

## Principaux résultats scientifiques
Doté d'une résolution médiocre, SAS-2 a néanmoins permis de cartographier pour la première fois le ciel dans le domaine gamma. Il a confirmé que l'astronomie gamma pouvait apporter des informations importantes sur la structure de la galaxie et de l'univers. Il a clairement établi qu'il existait une composante à haute énergie (> 35 MeV) dans le rayonnement diffus céleste. Il a démontré que le rayonnement gamma du plan galactique était fortement corrélé aux grandes structures galactiques. 
La mise en évidence de sources ponctuelles de rayonnement était possible, mais rendue particulièrement difficile par la piètre résolution de l'instrument (environ 3 degrés). Dans le cas où des objets étaient déjà connus pour avoir une émission de haute énergie, l'émission gamma put ainsi être mise en évidence, comme ce fut le cas pour les quelques pulsars énergétiques connus fin 1972, le pulsar du Crabe (PSR B0531+21) ou le pulsar de Vela (PSR B0833-45). La mise en évidence d'autres objets non détectés auparavant dans d'autres domaines de longueur d'onde, comme Geminga (PSR J0633+1746), un pulsar proche possédant une très forte émission gamma mais pas d'émission radio, fut plus difficile, son émission ayant dans un premier temps été considérée comme émanant d'une région diffuse étendue.
Comparativement à l'instrumentation plus moderne, SAS-2 avait une sensibilité très faible. À titre d'exemple, Geminga fut mis en évidence par la détection de seulement 121 photons en plus de trois semaines d'observation de la région où il se trouvait (l'anticentre galactique). 

## Galerie

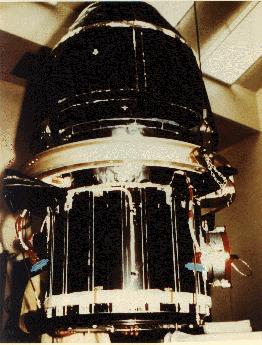
SAS 2 en salle blanche
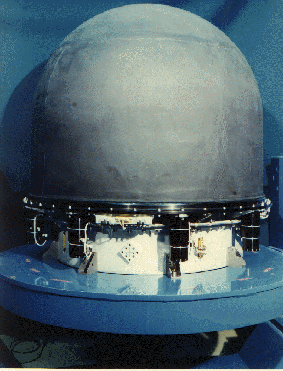
Chambre à étincelles
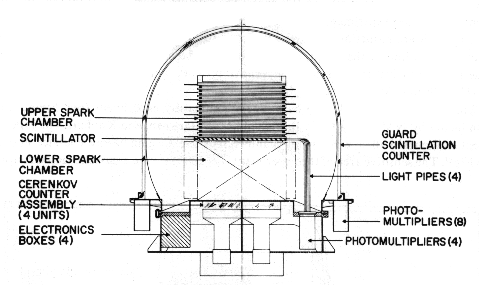
Schéma de la chambre à étincelles.